# Progetto Civitella d’Agliano
Das Progetto Civitella d’Agliano (dt. Projekt Civitella d’Agliano) zur Etablierung einer internationalen Kunstakademie in einem mittelalterlichen italienischen Dorf wurde im Jahr 1986 von Carla Zickfeld und Stefan Karkow in Civitella d’Agliano gegründet. Sie entwickelten auf Einladung der Kommune und im Rahmen des „Gesetzes zur Wiederherstellung der historischen Zentren Italiens“ ("Legge per il Restauro dei Centri Storici d’Italia") die Idee eines Europäischen Kunstzentrums. Zielsetzung war, den Verfall der mittelalterlichen Ortskerne über Kunst- und Kulturprojekte zu stoppen und den künstlerischen Austausch in inter- und transkulturellen Begegnungen innerhalb der europäischen Länder und darüber hinaus zu vertiefen.

## Projekte
Von 1987 bis 1994 veranstaltete das Progetto alljährlich in den Sommermonaten interdisziplinäre Symposien mit wechselnden Themenschwerpunkten und europaweiter Beteiligung. Die Finanzierung der Aufenthalte von Künstlerinnen und Künstlern wie Kulturschaffenden erfolgte durch die europäischen Mitgliedsstaaten. Im Jahre 1991 würdigte die Kommission der Europäischen Gemeinschaften die Arbeit des Projekts mit der Auszeichnung „Kulturbühne Europa“. Ein Programm finanzierte neben Kuratorinnen und Kuratoren, Projektleiterinnen und Projektleitern vor allem ausgewählte Stipendiatinnen und Stipendiaten der jeweiligen beteiligten Länder. Das Progetto wurde so auch Teil der Künstlerinnen- und Künstlerförderung der einzelnen deutschen und österreichischen Bundesländer.
Ab 1994 entstand zusätzlich ein deutsch-italienisches Kulturnetzwerk permanenter Künstlerresidenzen, das sukzessive zur Studienstätte für eine Vielzahl deutscher Kunsthochschulen und Universitäten ausgebaut wurde. In dessen Rahmen fanden von der Kommune hierfür in eigens renovierten und eingerichteten Häusern, Wohnungen, Ateliers und Werkstätten Seminare, Studienaufenthalte und Kulturereignisse mit vielen Hunderten Studierenden und Dozenten statt.
2006 wurde das Progetto beendet, nachdem zwischen den verantwortlichen Projektleitern und dem Rat der Gemeinde keine Einigung über die Fortführung zustande kam.
Ab dem Jahr 2007 übernahm das Gemeindemitglied Sergio Bardani die Leitung des Progetto Civitella d’Agliano. Er führte das Progetto zunächst weiter. Unter seiner Leitung wurden die Kontakte zu Künstlerinnen und Künstlern aus Europa und Übersee wie auch Studierenden und Lehrenden deutscher und italienischer Universitäten und Kunsthochschulen weiter ausgebaut und vertieft.
Zwischenzeitlich gab es in der Kommune erneut Kritik an der Vertragsgestaltung. Nachdem der Gemeinderat sich im Jahr 2018 erneut gegen die Fortführung ausgesprochen hatte, wurde das Progetto in Civitella d’Agliano schließlich beendet. Seitdem war man auf der Suche nach einem angemessenen neuen Standort. Im Jahr 2022 zeichnete sich ein Neuanfang im toskanischen Montepulciano (Fortezza Medicea) ab.

## Belege
1. ↑  Stefan Karkow, Carla Zickfeld: Progetto Civitella d’Agliano. Bolsena 1989.
2. ↑  Bosetti Gatti & Partners: Legge 5 agosto 1978, n. 457 Norme per l’edilizia residenziale. Abgerufen am 4. August 2024.
3. ↑  Horst Schlitter: Beim Fest am Stadttor. Gespräche über Kunst. Frankfurter Rundschau, 19. September 1987.
4. ↑  Wolfgang Prosinger: Kunst im Schwalbennest. Süddeutsche Zeitung, 31. März 1989.
5. ↑  Irmgard Palladino: (1993): Eine Schöpfung der kühnsten Phantasie. Olevano und Civitella – alter und neuer Parnaß der Kunst in der italienischen Provinz. Frankfurter Allgemeine Zeitung, 23. September 1993.
6. ↑  Heinz Thiel: Progetto Civitella d’Agliano. Ein italienisches Bergdorf investiert in zeitgenössische Kunst. Band 98. Kunstforum International, Ruppichteroth 1989.
7. ↑  Stefan Karkow, Carla Zickfeld: Sinn und Sinne. Senso e sensi. Progetto Civitella d’Agliano. Der Ort - Die Region - Die Erfahrungen - Thema: Ort - Thema: Körper. Bolsena 1989.
8. ↑  Stefano Polacchi: La verde vallata degli artisti. Il «Progetto Civitella d’Agliano», punto d’incontro di scuole e tendenze d’Europa. L’ Unità, Rom 28. September 1991.
9. ↑  Rolf Schanko. Abgerufen am 29. Juli 2023: „1988 war er Projektleiter des Progetto Civitella d’Agliano in Bolsena.“
10. ↑  z. B. Ulrich Tarlatt: Maler, Zeichner, Bildhauer und Grafiker. In: Kunststiftung Sachsen-Anhalt. Abgerufen am 29. Juli 2023: „1994 Teilnahme am Progetto Civitella d’Agliano 94.“
11. ↑  Projektwoche 2017. Civitella d’Agliano. Technische Hochschule Nürnberg. Fakultät Design., 8. April 2017, abgerufen am 29. Juli 2023.
12. ↑  „Euro Arte nel Borgo“. Civitella location del 18. workshop internazionale di Grafica e Design. In: Viterbo News. Abgerufen am 29. Juli 2023.
13. ↑  Redazione: Progetto turistico, 10° anniversario tra l’università di Heidelberg e il comune di Civitella d’Agliano. Territorio, Archivio notizie In: Orvietosì. Quotidiano d’informazione e d’opinione Registrazione tribunale di Orvieto (TR) nr.101 del 13/11/2002 | Nr. ROC 33304. 18. September 2013, abgerufen am 29. Juli 2023.
14. ↑  Stipendium im Rahmen der Lehrerfortbildung des Landes Baden-Württemberg. Stipendium. Mediation: Über ein Projekt sprechen. Ein deutsch-italienisches Musik-Camp. Stipendium – Lass Musik sprechen. Die Heimann-Stiftung lädt deutsche und italienische Jugendliche zu einem gemeinsamen Musik-Camp nach Civitella d’Agliano in der Nähe des Lago di Bolsena ein. Geleitet wird die Gruppe von Michele Zappone – ein begeisterter Musiker, Songwriter und Mitgründer von Radio Garibaldi. Abgerufen am 29. Juli 2023.
15. ↑  Heimann Stiftung für Völkerverständigung (2019): Art Camp 2019. Abgerufen am 29. Juli 2023.
16. ↑  Civitella d’Agliano, guerra in Comune per una convenzione fino al 2022. In: Il MESSAGGERO, Roma. 12. August 2013, abgerufen am 29. Juli 2023.
17. ↑  Gian Marco Lupaccini: “Progetto Civitella, così si cancella il passato…” Provincia - La replica del consigliere Gian Marco Lupaccini al sindaco Mottura. Tuscia Web, Viterbo 23. März 2017.